# Ворошилов (сторожевой корабль)
«Ворошилов» — советский речной сторожевой корабль, оборудованный в начале Отечественной войны из мобилизованного парового колёсного буксира.

## История службы
Паровой колёсный буксир был построен в 1937 году в Киеве на заводе «Ленинская кузня» под названием «Ворошилов», в честь советского военачальника.
С началом войны «Ворошилов» мобилизовали 23 июня 1941 года по предвоенному плану и после 5 июля полностью переоборудовали в военный корабль на заводе им. И. В. Сталина в Киеве.
12 июля «Ворошилов» (в военных документах даётся также и номерное название «СК-6») включён в состав Пинской военной флотилии (ПВФ). Его командиром стал лейтенант Турянский В. П. До 16 июля сторожевик находился в Киеве, а затем он прибыл в Ржищев. До 20 июля корабль проводил ночное патрулирование Днепра на участке Ржищев - Григоровка. В период 21 июля - 6 августа в ночных патрулях вместе «Ворошиловым» действует плавбаза «Белоруссия». 6 августа сторожевой корабль, прикрывая движение мониторов «Флягин» и «Левачёв», провёл свой первый бой с противником, который вышел к надднепрянскому селу Щучинка. С 7 августа корабль находился в Каневе и занимался патрулированием реки Днепр на участке Канев - Черкассы.
16 августа немецкие войска захватили Канев. В этот момент сторожевик находился на стоянке в 20 - 25 км. южнее Канева. Таким образом он вместе с несколькими другими кораблями ПВФ (например: канонерская лодка «Смольный», мониторы «Флягин» и «Ростовцев») оказался отрезанным от штаба и снабженческих баз флотилии в Киеве. Советское командование не включило «Ворошилов» в состав прорывающихся в Киев кораблей по техническим причинам. Поэтому с 17 августа сторожевик находился в районе днепровской затоки-озера Лезерень и принимал участие в обороне города Черкассы. В середине сентября советские войска начали отступление с рубежей реки Днепр. Поэтому по приказу командования 38-й армии экипаж затопил свой сторожевой корабль. 6 октября «Ворошилов» исключён из списков кораблей ВМФ по приказу командующего флотом.